# Дјарвил
Дјарвил (фр. Diarville) насеље је и општина у североисточној Француској у региону Лорена, у департману Мерт и Мозел која припада префектури Нанси.
По подацима из 2011. године у општини је живело 523 становника, а густина насељености је износила 47,42 становника/km². Општина се простире на површини од 11,03 km². Налази се на средњој надморској висини од 282 метара (максималној 354 m, а минималној 260 m).

## Демографија
| 1962. | 1968. | 1975. | 1982. | 1990. | 1999. | 2011. |
| ----- | ----- | ----- | ----- | ----- | ----- | ----- |
| 403   | 422   | 409   | 426   | 453   | 435   | 523   |

График промене броја становника у току последњих година